# 哲学通信
哲学通信，又稱哲學書簡（英語：Philosophical Letters；法语：Lettres philosophiques）或英國書簡（英語：Letters on the English；法语：Lettres anglaises），是伏爾泰根据其1726年至1729年期间在英国的生活经历而写成的一系列文章。该书于1733年首次以英文出版，次年以法文出版。伏爾泰在書中表揚英国革命成就，批评法国封建制度，因而該書籍被法國當局认为是对法国政治制度的攻击，很快被禁止出版。

## 摘要
全书由二十五封公开信形式的文章组成：
- I：关于贵格会信徒
- II：关于贵格会信徒
- III：关于贵格会信徒
- IV：关于贵格会信徒
- V：关于英国圣公会
- VI：关于长老会信徒
- VII：关于苏西尼教派的信徒或者阿里乌斯教派的信徒，或者反三位一体教派的信徒
- VIII：关于议会
- IX：关于政府
- X：关于商业
- XI：关于牛痘接种
- XII：关于掌玺大臣培根
- XIII：关于洛克先生
- XIV：关于笛卡尔和艾萨克·牛顿爵士
- XV：关于引力
- XVI：关于艾萨克·牛顿爵士的光学
- XVII：关于几何学中的无穷大和艾萨克·牛顿爵士的年表
- XVIII：关于悲剧
- XIX：关于喜剧
- XX：关于培养文学爱好的达官贵人们
- XXI：关于罗切斯特伯爵和韦勒先生
- XXII：关于蒲柏先生和其他几位著名的诗人
- XXIII：关于人们对文人应有的尊重
- XXIV：关于关于皇家学会和其他学院
- XXV：关于帕斯卡尔的《思想录》

### 内容
伏尔泰首先在第一至七封信中谈论了宗教，包括贵格会、英国圣公会、长老会和苏西尼教派的的习俗、信仰和历史等。
在第八和第九封信中，伏尔泰讨论了英国的政治制度。其中第八封信谈到了英国议会，并将其与罗马和法国进行了比较，而第九封信简要介绍了《大宪章》，谈到了公平分配和征税。在第十封信中，伏尔泰赞扬了英国的贸易体系、其优点以及其给不列颠民族带来的好处。第十一封信表达了伏尔泰对于英国接种牛痘的支持。
之后的几封信则谈及了几位著名的英国人。第十二封信谈到了弗朗西斯·培根，《新工具论》的作者和实验哲学之父。第十三封信是关于约翰·洛克及其关于灵魂不朽的理论。第十四封信将英国哲学家艾萨克·牛顿与法国哲学家勒内·笛卡尔进行了比较。1727年牛顿去世后，法国哲学家丰特内尔在悼词中将牛顿与笛卡尔相提并论。虽然英国人不喜欢这种比较，但伏尔泰认为笛卡尔也是一位伟大的哲学家和数学家。第十五封信重点介绍牛顿万有引力定律，第十六封信谈到牛顿在光学方面的工作，第十七封信讨论了牛顿在几何学方面的工作以及他关于历史年表的理论。
在第十八封信中，伏尔泰谈到了英国的悲剧，特别是威廉·莎士比亚。伏尔泰着重介绍了哈姆雷特中著名的独白——“生存还是毁灭”，并将其翻译成了法语押韵诗。他还引用了约翰·德莱顿的一段话并进行了翻译。在第十九封信中，伏尔泰以威廉·威彻利、约翰·凡布鲁和威廉·康格里夫为例，讲述了英国的喜剧。第二十和二十一封信简要地谈到了贵族的美文，及罗切斯特伯爵和埃德蒙·沃勒。第二十二封信引用了乔纳森·斯威夫特和亚历山大·蒲柏的诗歌。在第二十三封信中，伏尔泰指出，英国人在金钱和尊敬方面远远胜过法国人。最后一封信，即第二十四封信，讨论了伦敦皇家学会，伏尔泰将其与法兰西学术院相提并论。
另外，还有第二十五封信，其原本没有被编入本书。伏尔泰在其中提出了对于另一位哲学家帕斯卡尔及其《思想录》的一些批评。